# Élections régionales de 1995 en Basilicate
Les élections régionales de 1995 en Basilicate (en italien : Elezioni regionali in Basilicata) ont lieu le 23 avril 1995, afin d'élire le président et les conseillers de la VIe législature du conseil régional de Basilicate pour un mandat de cinq ans.

## Système électoral
Le conseil régional du Basilicate est constitué de 30 sièges, dont ses membres sont élus selon un système mixte. 27 des conseillers sont élus grâce aux listes provinciales, à la proportionnelle, tandis que le président est élu grâce au scrutin uninominal majoritaire à un tour. Le vainqueur obtient une prime majoritaire de 2 sièges.

### Répartition des sièges
| Provinces                          | Sièges | +/-           |
| ---------------------------------- | ------ | ------------- |
| Matera                             | 9      | 1             |
| Potenza                            | 18     | 2             |
| Président élu et prime majoritaire | 3      | 3             |
| Total                              | 30     | en stagnation |
|                                    |        |               |

## Résultats
|                              |                               |            |            |                      |                                 |                                          |         |         |         |         |               |       |  |  |
| Présidence                   | Présidence                    | Présidence | Présidence | Présidence           | Conseil                         | Conseil                                  | Conseil | Conseil | Conseil | Conseil | Conseil       | Total |  |  |
| Candidats                    | Candidats                     | Votes      | %          | Élus                 | Partis                          | Partis                                   | Votes   | %       | +/-     | Sièges  | +/-           | Total |  |  |
|                              | Angelo Raffaele Dinardo (PPI) | 190 744    | 54,91      | 3                    |                                 | Parti démocrate de la gauche (PDS)       | 70 111  | 21,80   | 2,57    | 6       | en stagnation |       |  |  |
|                              | Angelo Raffaele Dinardo (PPI) | 190 744    | 54,91      | 3                    | Parti populaire italien (PPI)   | 51 885                                   | 16,13   | 31,02   | 4       | 11      |               |       |  |  |
|                              | Angelo Raffaele Dinardo (PPI) | 190 744    | 54,91      | 3                    | Fédération travailliste (FL)    | 25 892                                   | 8,05    | Nv.     | 2       | 2       |               |       |  |  |
|                              | Angelo Raffaele Dinardo (PPI) | 190 744    | 54,91      | 3                    | Les Démocrates                  | 17 639                                   | 5,48    | Nv.     | 1       | 1       |               |       |  |  |
|                              | Angelo Raffaele Dinardo (PPI) | 190 744    | 54,91      | 3                    | Pacte des démocrates (PdD)      | 16 393                                   | 5,10    | Nv.     | 1       | 1       |               |       |  |  |
|                              | Angelo Raffaele Dinardo (PPI) | 190 744    | 54,91      | 3                    | Fédération des Verts (FdV)      | 8 333                                    | 2,59    | 1,17    | 1       | 1       |               |       |  |  |
| Total L'Olivier              | Total L'Olivier               | 190 744    | 54,91      | 3                    | 190 253                         | 59,14                                    | Nv.     | 15      | 15      | 18      |               |       |  |  |
|                              | Giampiero Perri (FI)          | 126 804    | 36,50      | —                    |                                 | Forza Italia (FI)                        | 55 193  | 17,16   | Nv.     | 5       | 5             |       |  |  |
|                              | Giampiero Perri (FI)          | 126 804    | 36,50      | —                    | Alliance nationale (AN)         | 38 738                                   | 12,04   | 8,67    | 4       | 3       |               |       |  |  |
|                              | Giampiero Perri (FI)          | 126 804    | 36,50      | —                    | Centre chrétien-démocrate (CCD) | 16 635                                   | 5,17    | Nv.     | 1       | 1       |               |       |  |  |
| Total Pôle pour les libertés | Total Pôle pour les libertés  | 126 804    | 36,50      | —                    | 110 566                         | 34,37                                    | Nv.     | 10      | 10      | 10      |               |       |  |  |
|                              | Pietro Simonetti              | 22 361     | 6,44       | —                    |                                 | Parti de la refondation communiste (PRC) | 17 144  | 5,33    | Nv.     | 2       | 2             | 2     |  |  |
|                              | Leonardo Giordano             | 4 504      | 1,30       | —                    |                                 | Flamme tricolore (MSFT)                  | 1 814   | 0,56    | Nv.     | 0       | en stagnation | 0     |  |  |
|                              | Giannino Cusano               | 2 994      | 0,86       | —                    |                                 | Liste Pannella (LP)                      | 1 900   | 0,59    | 0,21    | 0       | en stagnation | 0     |  |  |
|                              |                               |            |            |                      |                                 |                                          |         |         |         |         |               |       |  |  |
| Votes valides                | Votes valides                 | 347 407    | 84,78      |                      | Votes valides                   | Votes valides                            | 321 677 | 78,50   |         |         |               |       |  |  |
| Votes blancs et nuls         | Votes blancs et nuls          | 62 357     | 15,22      | Votes blancs et nuls | Votes blancs et nuls            | 88 087                                   | 21,50   |         |         |         |               |       |  |  |
| Total candidats              | Total candidats               | 409 764    | 100        | 3                    | Total partis                    | Total partis                             | 409 764 | 100     | -       | 27      | 3             | 30    |  |  |
| Abstentions                  | Abstentions                   | 111 639    | 21,41      |                      |                                 |                                          |         |         |         |         |               |       |  |  |
| Inscrits/Participation       | Inscrits/Participation        | 521 403    | 78,59      |                      |                                 |                                          |         |         |         |         |               |       |  |  |